# Vespa-da-madeira

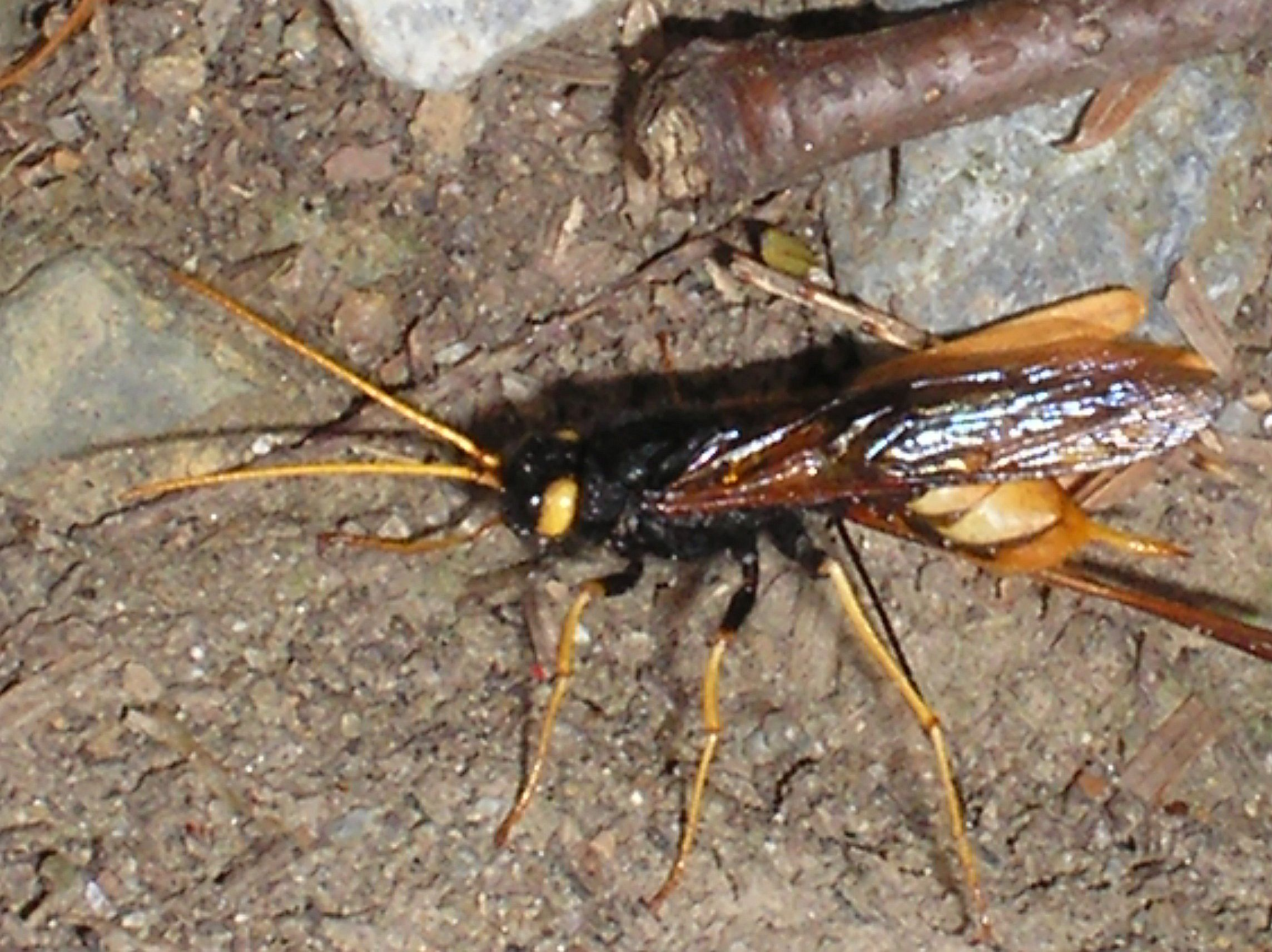
Vespa da madeira

Vespa-da-madeira trata-se de uma família de vespas da ordem de insetos Hymenoptera, contendo cerca de 150 espécies. Suas larvas alimentam-se de madeira, mas nem sempre causando danos econômicos significativos. Nestas vespas, o ovipositor das fêmeas é tipicamente alongado e projeta-se posteriormente, sendo usado para perfurar a madeira de árvores nas regiões mais temperadas. As larvas perfuram madeira, atacando árvores decíduas e coníferas; por isto, são conhecidas como "vespas-da-madeira".
Tipicamente, uma vespa adulta desta família apresenta o corpo escuro, de cor marrom, preto ou azul, com algumas marcas em amarelo ou vermelho; alguns exemplares maiores podem atingir 4 cm, sendo que há uma espécie que atinge 5 cm (Tremex columba, sem contar o ovipositor), que assim figura dentre os maiores insetos himenópteros conhecidos. Algumas espécies apresentam asas escuras.
Morfologicamente, apresentam um formato típico do primeiro segmento torácico (o pronoto), que é mais largo do que comprido, e mais curto na parte mediana do que nas laterais (devido a uma intrusão); a ponta do abdômen apresenta ovipositor pontudo como uma longa lança ou espinho; apresenta um único esporão apical nas tíbias das pernas anteriores.
A região Neotropical conta com 10 espécies distribuídas em 5 gêneros, das quais três estão registradas no Brasil: Sirex noctilio, Urocerus flavicornis e Urocerus gigas.

## Ligação externa
Media relacionados com Vespa-da-madeira no Wikimedia Commons